# Йокохама Ръбър Къмпани
Yokohama Rubber Company, Limited (на японски: 横浜ゴム株式会社) е компания в Токио, Япония, производител на автомобилни гуми.
Компанията е основана през 1917 г. като джойнт венчър на Yokohama Cable Manufacturing и американския производител на гуми B.F. Goodrich. През същата година започва производството на гуми.
Автомобилните гуми на Yokohama се славят с високо качество на продуктите, отлична изработка и контакт на гумите с пътната настилка. Цялата продуктова гама на компанията включва dB Super E-spec™ – първата в света гума, която използва портокалово масло, за да намали използването на петролни продукти.
Въпреки че най-често се използват в моторните спортове, Yokohama използва най-съвременните технологии за гуми във всеки модел. Като една от най-добрите марки гуми, водещи в областта на иновациите, компанията е специализирана в създаването на дълготрайни профили на протектора, за да намали съпротивлението при търкаляне, да осигури по-добра икономия на гориво и да удължи живота на протектора. Освен това, всеки модел е създаден с технология за разпределение на шарките на протектора, така че водачите да могат да изпитат плавно и тихо пътуване.

## Хронология
- 1917 – Създаване на Yokohama Rubber Company
- 1969 – Компанията се разширява, създавайки филиал в САЩ под името Yokohama Tire Corporation
- 1986 – Гумите на Yokohama печелят изтощителното рали „12-те часа на Себрин“ с Akin Porsche 962
- 1988 – складът на компанията увеличава двойно размера си – на 450 000 кв.фута
- 1989 – Yokohama придобива Mohawk Rubber Company
- 1990 – Yokohama става официален доставчик на училището за рали пилоти Jim Russell Racing Driving School
- 1992 – Разширяване на производствения капацитет, чрез нов завод за гуми в Салем
- 1994 – В рамките на 1 година автомобили оборудвани с гумите на Yokohama печелят титли в Rolex 24 часа на Daytona, 12 часа на Sebring и 24 часа на Le Mans, GTS клас
- 1995 – Компанията става член на Международната асоциация за моторни спортове WSC клас
- 2001 – Yokohama продължава да се окроява като лидер в производството на гуми за мощни автомобили
- 2003 – Yokohama става официален доставчик за състезанията на Infineon Raceway
- 2005 – Yokohama става официален доставчик на гуми за състезанията Mazda Raceway Laguna Seca, L.A. Auto Show и за 18-и пореден сезон на Champ Car Atlantic Championship. През същата година става оторизиран доставчик на гуми за подмяна на Ford Motor Company
- 2006 – Гуми на Yokohama са одобрени за оригинално вграждане в Audi S8, в изцяло електрическия Tesla Roadster и за големи каравани и миниванове на Chrysler Town & Country and Dodge. Yokohama представя в Япония екологично съобразената технология dB Super E-spec™ за производство на гуми, чрез използването на портокалово масло
- 2007 – Сертифициране по ISO 14001. Компанията става оторизиран доставчик на гуми за подмяна на оригинално монтираните такива на автомобилите Volvo. Гуми на Yokohama са одобрени за оригинално вграждане в моделите на Mercedes-Benz A.G. CL63 AMG, CL65 AMG и ML63 AMG и в автомобилите Mitsubishi Evo
- 2008 – Yokohama ADVAN става официален доставчик на гуми за Speed Racer. Гумата 103ZR печели наградата Nifty Fifty на тежкото състезание Heavy Duty Trucking 2008 за нейните възможности за намаляване на разхода на гориво и дълъг пробег на гуми за товарни автомобили. Гумите със съдържание на портокалово масло ADVAN® ENV-R1™ стартират като официални гуми в състезанието 2009 Patrón GT3 Challenge. Yokohama стартира VA. Forever Forest – глобална инициатива, която има за цел засаждането на 500 000 дървета до 2017 г., около заводите на Yokohama в цял свят
- 2009 – Yokohama е призната за официален доставчика на гуми за Jaguar XKR GT2. Одобрение за официален доставчик на гуми предназначени за оригинално вграждане в „Тойота Приус“ и „Тойота 4Рънър“. Еко-чувствителния дисплей на Yokohama „жива стена“ демонстриран през 2009 г. на LA Auto Show печели наградата на списание Exhibitor
- 2010 – Електрическия състезателен автомобил спонсориран от Yokohama печели през 2010 г. състезанието Pikes Peak International Hill Climb с рекордно бързо време. Печели приза на 2011 г. за Екологично постижение на годината на изложението Tire Technology Expo в Кьолн, Германия
- 2011 – Приложениието на Yokohama за iPad "Yokohama Tire Explorer” става достъпно за потребителите за iTunes и печели наградата Silver ADDY®.